# 尉遲達磨
尉遲達磨（梵语名：Visa Dharma，？—985年），尉遲输罗之子。977年至985年间任于阗国王，年号中兴。